# Eustrotia rubrisignata
Eustrotia rubrisignata är en fjärilsart som beskrevs av George Francis Hampson 1918. Eustrotia rubrisignata ingår i släktet Eustrotia och familjen nattflyn. Inga underarter finns listade i Catalogue of Life.